# SH905i
FOMA SH905i（フォーマ・エスエイチ きゅう まる ご アイ）は、シャープによって開発された、NTTドコモの第三世代携帯電話 (FOMA) 端末である。

## 概要
- N905iμを除く905シリーズの中では最も薄型で、16.9mmとなっている。N906iμが発表されるまでは、ワンセグ搭載の90xシリーズとしても最薄だった。シャープがドコモ向けに販売する携帯電話として、同日発表されたSH905iTVと共に初めてHSDPAに対応。SH904iに搭載された「TOUCH CRUISER（タッチクルーザー）」と呼ばれるタッチパッドを備え、同時発表されたSH905iTVにも備えられている。ワンセグ搭載端末だが、ディスプレイサイズ、ワンセグ画質、ワンセグを操作するときのユーザーインタフェースなどがシャープが規定するAQUOSケータイの基準に満たないため、この呼称は用いられていない。また、通常のディスプレイを逆向きに回転させるタイプのため、どちらかというと概観はSH903iのそれに近いものとなっている。
- 外部メモリーは規格上限の2GBまで（ドコモ発表）のmicroSD、及び4GBまで（ドコモ発表）のmicroSDHCにも対応している。microSDHCの対応はドコモ初で、同日に発表された端末ではP905i、P905iTV、SH905iTVも対応している。カメラ性能は、CMOS約320万画素（有効画素数:約310万画素）で、オートフォーカスや手ブレ補正に対応している。
- テレビ電話用のサブカメラは搭載していない。ただし、液晶を回転させるとメインカメラで自分の顔を動画送信が可能。
- 携帯電話として初めて、ドルビーモバイルを搭載した。

| 主な対応サービス           | 主な対応サービス                    | 主な対応サービス                | 主な対応サービス                                     |
| -------------------------- | ----------------------------------- | ------------------------------- | ---------------------------------------------------- |
| DCMX／おサイフケータイ     | うた・ホーダイ                      | 着うたフル／着うた              | デジタルオーディオプレーヤー(WMA)(AAC)(SDオーディオ) |
| 直感ゲーム／メガiアプリ    | Music&Videoチャネル／ビデオクリップ | GSM／3Gローミング（WORLD WING） | プッシュトーク                                       |
| FOMAハイスピード           | GPS／ケータイお探し                 | デコメール／デコメ絵文字        | iチャネル                                            |
| 着もじ                     | テレビ電話／キャラ電                | 電話帳お預かりサービス          | フルブラウザ                                         |
| おまかせロック／バイオ認証 | 外部メモリーへiモードコンテンツ移行 | トルカ                          | iC通信／iCお引越しサービス                           |
| きせかえツール／マチキャラ | バーコードリーダ／名刺リーダ        | 2in1                            | エリアメール                                         |

1. ↑  SDオーディオプレーヤーはSDHCに非対応のためSD-Jukebox等から転送する場合は2GB以下のカードを利用する。
2. ↑  サブカメラを備えていないため、「体を動かす」を中心とした一部のコンテンツは非対応。
3. ↑  BモードのメールはWebメールとなる。

### プリインストールiアプリ
- 翻訳アプリ「しゃべって翻訳」for SH
- 地図アプリ
- Gガイド番組表リモコン
- DCMXクレジットアプリ
- ケータイクレジットiD
- デビル メイ クライ for SH
- 直感♪プレーパーク
- FOMA通信環境確認アプリ
- iD設定アプリ
- iアプリバンキング
- 楽オク出品アプリ2

### ワンセグ機能
- EPG（録画予約も可）
- 外部メモリ（microSD）への録画
- 字幕放送
- マルチウィンドウ
- 同社液晶テレビ「AQUOS」にも採用されている、映像をより鮮やかに再現する「SV (Super Vivid) エンジン」
- 連続視聴時間 約3時間50分

### マンガ・ブックリーダー機能
- 電子書籍に加えてコミックも閲覧可能
- 最大3MBのダウンロードに対応
- 「ONE PIECE」第1話をプリインストール

## 歴史
- 2007年8月6日 - 電気通信端末機器審査協会 (JATE) 通過
- 2007年8月13日 - 技術基準適合証明 (TELEC) 通過
- 2007年10月13日 - 連邦通信委員会 (FCC) 通過
- 2007年11月1日 - D905i・D705i・D705iμ・F905i・F705i・N905i・N905iμ・N705i・N705iμ・P905i・P905iTV・P705i・P705iμ・PROSOLID μ・SH905i・SH905iTV・SH705i・SO905i・SO905iCS・SO705i・L705i・L705iX・NM705iの開発発表。
- 2007年11月26日 - 発売開始

## ソフトウェアの更新
2008年2月6日に、以下の変更がソフトウェアの更新でなされた。
- カメラ撮影時におけるプレビュー画面の画質の改善
- エリアメールの受信設定画面の説明文の変更

2008年3月4日に、以下の不具合の修正がソフトウェアの更新でなされた。
- SH905i同士でテレビ電話中、ハンズフリー通話を行うとハウリングが発生する

2008年4月15日に、以下の変更がソフトウェアの更新でなされた。
- メール本文編集操作を繰り返して行う際の画面表示のレスポンス（切替動作）を向上

2008年5月20日に、以下の不具合の修正がソフトウェアの更新でなされた。
- メール振り分け・署名データ設定が解除される場合がある
- iチャネルテロップが表示されない場合がある